# Dan Franck

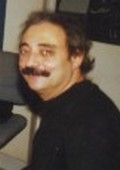
Dan Franck

Dan Franck (* 17. Oktober 1953) ist ein französischer Schriftsteller. Er lebt als freischaffender Schriftsteller und Drehbuchautor für Film und Fernsehen in Paris.

## Leben
Nach seinem Soziologiestudium an der Universität von Sorbonne und einigen kleinen Jobs widmete sich Dan Franck mit 25 Jahren der Literatur. Er bekam einen Preis für seinen ersten Roman im Jahre 1980, Les calendes grecques. Weitere Werke sind unter anderem Le petit livre de l’orchestre et de ses instruments und Les têtes de l’art. Dan Franck schreibt auch viele Bücher mit Freunden oder Kollegen, insbesondere mit Jean Vautrin (z. B. Les aventures de Boro, reporter photographe) oder Enki Bilal (Un siècle d’amour). 1986 redigierte er das kontroverse Buch Ma médecine naturelle der Sängerin Rika Zaraï.
Sein bekanntester Roman ist La séparation, welcher in siebzehn Sprachen übersetzt und von Christian Vincent verfilmt wurde. Hierfür erhielt er den Prix Renaudot 1991. Dan Franck schreibt auch Drehbücher für das Kino und das Fernsehen (Jean Moulin, Preis für das beste Szenario eines Fernsehfilms beim Festival International des Programmes Audiovisuels (FIPA) 2002). Dan Franck schrieb außerdem noch die Biographie Der mit dem Ball tanzt von Zinédine Zidane. 2004 folgte in Romanform das Werk Libertad!, das sich mit dem Kampf von Kulturschaffenden gegen den Faschismus (André Gide, Ernest Hemingway, Gerda Taro, George Orwell und viele andere), vor allem im Spanischen Bürgerkrieg, auseinandersetzt. 2010 erschien sein Roman Minuit über das Leben der Intellektuellen während der Zeit der deutschen Besetzung Frankreichs zwischen 1940 und August 1944.
Seit 2016 läuft die von ihm erdachte Serie Marseille auf Netflix.

## Veröffentlichungen
- Minuit. Grasset & Fasquelle, 2010, ISBN 978-2-246-61351-0